# آرونه
آرونه (به ایتالیایی: Arrone) یک شهرک و کومونه در ایتالیا است که در استان ترانی واقع شده‌است. آرونه ۴۱٫۰۴ کیلومتر مربع مساحت و ۲٬۷۹۱ نفر جمعیت دارد و ۲۳۹ متر بالاتر از سطح دریا واقع شده‌است.